# Список лейтенант-губернаторів Делі
Лейтенант-губернатор Делі — лейтенант-губернатор Національної столичної території Делі, частини Індійської Республіки. Станом на 2009 рік, посаду займає Теджендра Кханна. Його офіційною резиденцією є Радж-Нівас.

## Головні комісари
| # | Ім'я                  | Початок терміну | Кінець терміну |
| 1 | Шанкар Прасада        | 1948            | 1954           |
| 2 | Ананд Даттахая Пандіт | 1954            | 1959           |
| 3 | Бхаґван Сахай         | 1959            | 1963           |
| 4 | Венката Вішванатхан   | 1964            | 7 Sep 1966     |
| 5 | Адіті Натх Джха       | 7 Sep 1966      | 1 Nov 1966     |

## Лейтенант-губернатори
| #  | Ім'я                           | Початок терміну  | Кінець терміну |
| 1  | Адіті Натх Джха                | 1 листопада 1966 | 1970           |
| 2  | М. С. Пімпуткар                | 1970             | 1971           |
| 3  | Балешвар Прасад                | 1971             | 1974           |
| 4  | Крішан Чанд                    | 1974             | 1978           |
| 5  | Даліп Рай Кохлі                | 1978             | 1979           |
| 6  | Джаґмохан                      | лютий 1980       | 1981           |
| 7  | Сундар Лал Кхурана             | 1981             | вересень 1982  |
| 8  | Джаґмохан                      | вересень 1982    | березень 1984  |
| 10 | Мохан М. К. Валі               | листопад 1984    | листопад 1985  |
| 11 | Харкішан Лал Капоор            | листопад 1985    | серпень 1988   |
| 12 | Ромеш Бхандарі                 | серпень 1988     | грудень 1989   |
| 13 | Арджан Сінґх                   | грудень 1989     | грудень 1990   |
| 14 | Маркхандей Сінґїх              | грудень 1990     | 1992           |
| 15 | Прасаннабхай Карунашанкар Дейв | 4 травня 1992    | 4 січня 1997   |
| 16 | Теджендра Кханна               | 4 січня 1997     | 20 квітня 1998 |
| 17 | Віджай Капоор                  | 20 квітня 1998   | 9 червня 2004  |
| 18 | Банварі Лал Джоші              | 9 червня 2004    | 9 квітня 2007  |
| 19 | Теджендра Кханна               | 9 квітня 2007    | сучасність     |